# Chachapoyas (kultur)
Chachapoyas (spanska: Cultura chachapoyas) är en arkeologisk kultur i det antika Peru som uppstod i det peruanska delen av Amazonas under åren 1000–1450 e.Kr. Enligt Inca Garcilaso de la Vega kallades de också "chachas". Chachapoyas erövrades av Inkariket under Inkan Túpac Yupanqui.

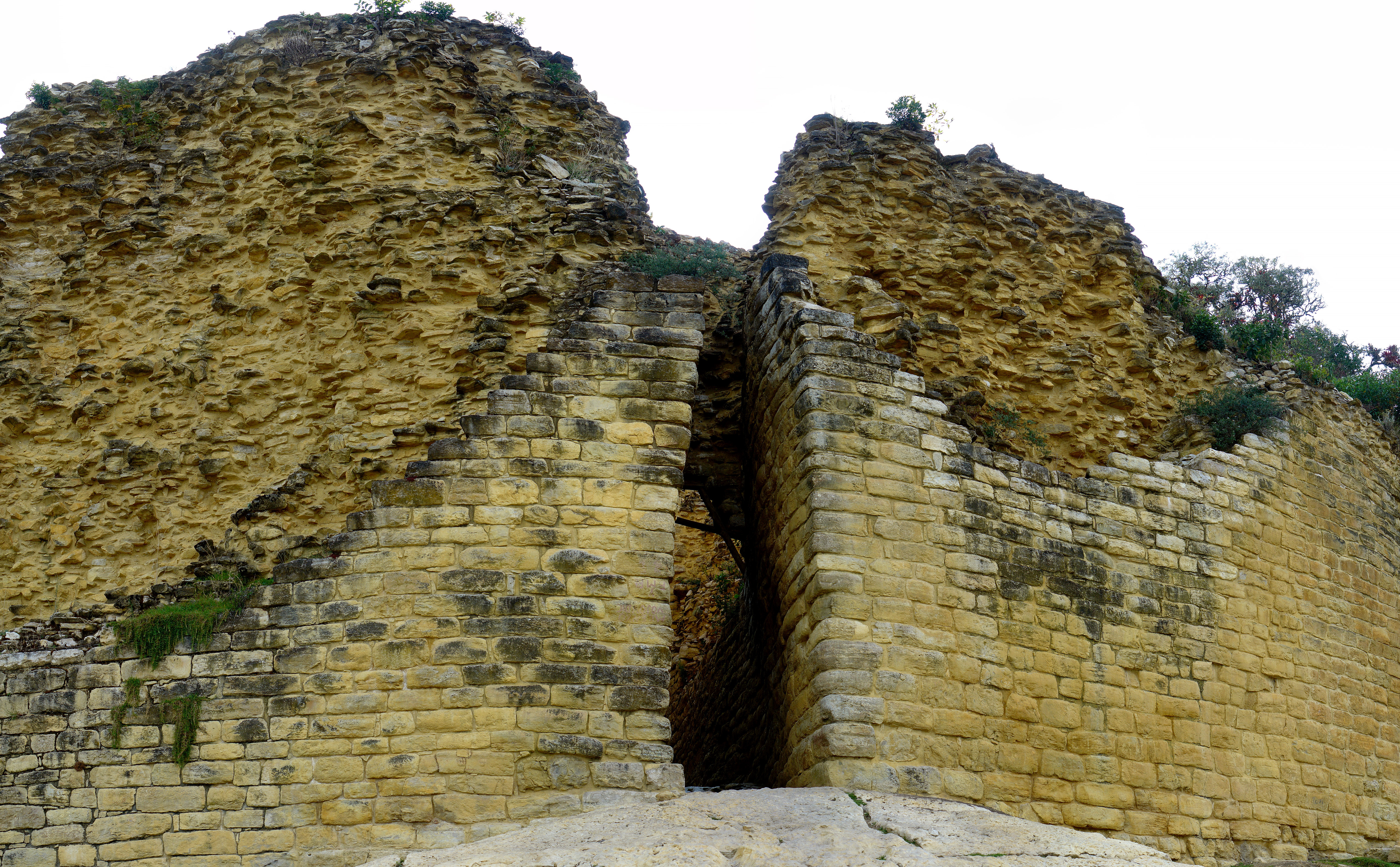
Huvudingången till Kuélap, de mest kända arkeologiska fyndplatsen.

## Geografi
Chachapoyas bodde sydost om urfolken bracamoros, på högra stranden av Marañonfloden. Kulturen utvecklades i dalen av floden Utcubamba. Territorium sträckte sig från norr till söder nästan 400 kilometer, från Marañónfloden i Baguaområdet, till Abiseoflodens bassäng, där citadellet Gran Pajatén ligger, och ännu längre söderut till Chontayacufloden.
Chachapoyas har en lång historia i området, mätt i flera årtusenden att döma av den stenkonst som finns på klippväggarna i grottor i provinsen Utcubamba. Möjligen var de ättlingar till invandrade bergsbor från Anderna som ändrade sin gamla kultur efter den nya miljön, kanske fångade de upp traditioner från de första nybyggarna från Amazonas regnskog.

## Arkitektur

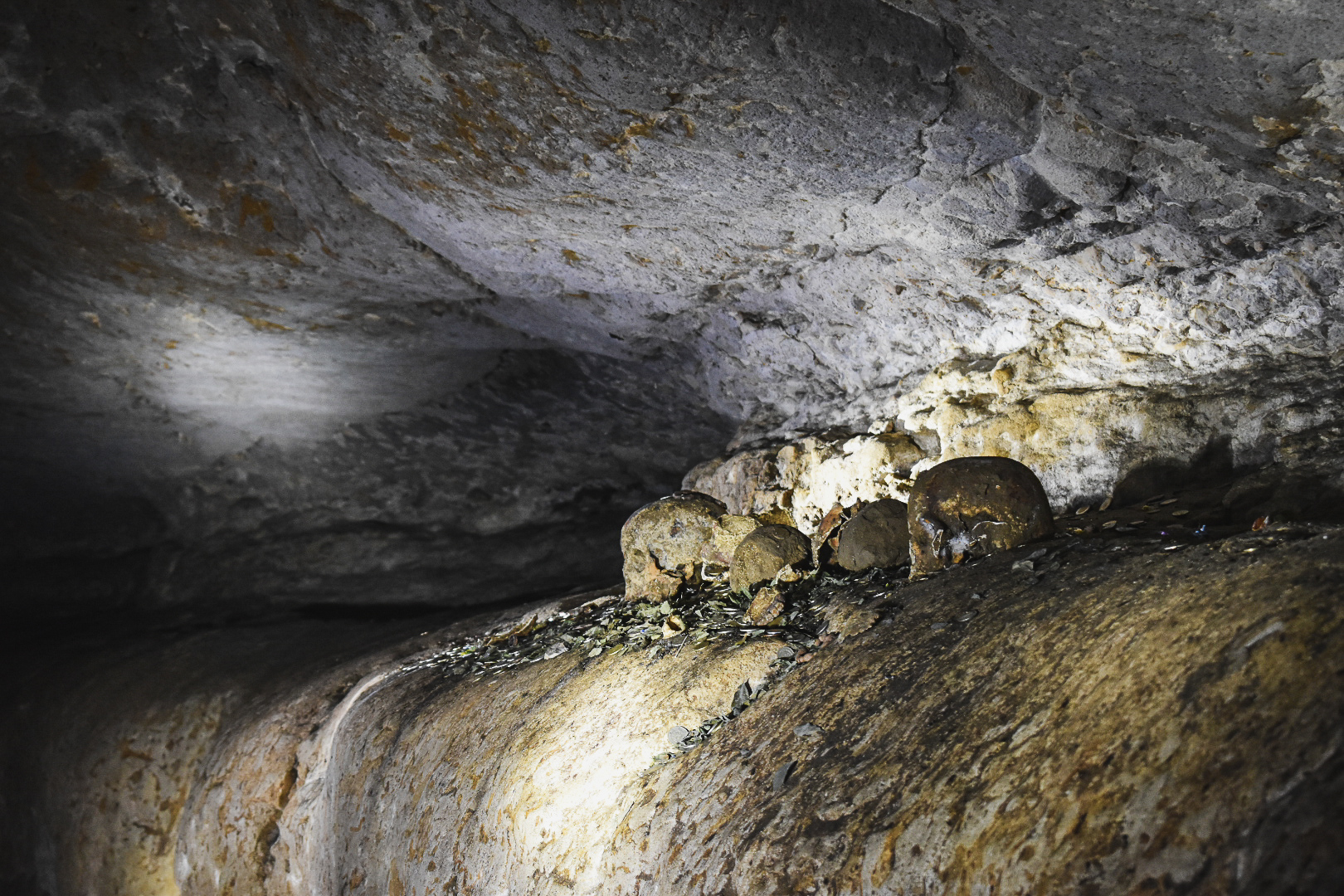
Grotta vid Quiocta

Chachapoyas arkitektur kännetecknas av cirkulära inhägnader och torn, ofta dekorerade med takfot, konsoler och stenplattor arrangerade på ett sådant sätt att de bildar geometriska och antropomorfa figurer. Karakteristiska exempel är de i Olán, Macro, La Congona, Kuélap, Ollape, Yalape, Gran Saposoa, Gran Pajatén, Gran Vilaya, Purum Llacta (Soloco), Purum Llacta (Cheto), Navar, Chaquil, Kacta, Chipuric, Atumpucro, Llaqtacocha, La Playa, El Encanto, Chichita, Churro och många andra, några dolda av den täta undervegetationen. Vissa grottor ansågs vara heliga miljöer, så rester av chachapoyas ritualer och begravningar har hittats i dem; till exempel i cavernas de Quiocta.
De största och mest kända resterna av chachapoya är emellertid Kuélap, som består av en uppsättning höga väggar och plattformar byggda på toppen av ett brant berg. Väggarna som bär upp den, byggda med enhetliga och facetterade stenar, reser sig upp till 19 meter. Enligt Federico Kauffmann Doig kan Kuélap ha varit ett stort administrativt centrum för jordbruksproduktion där fertilitetsritualer också utfördes, vilket skedde i en stor andel av den monumentala arkitekturen i de antika Anderna.

## Sarkofager och mausoleer
Chachapoyas visade stor respekt för sina avlidna eftersom de ansåg dem vara speciella. Det förekom två typer av begravningar: sarkofager, som var individuella gravar i mänsklig form, och mausoléer, som var kollektiva gravar. Båda kännetecknades av att de byggdes i naturliga grottor eller grävdes ut i otillgängliga vertikala sluttningar.
Exempel på platser som har mausoleum och sarkofager är Carajía, Sholón, mausoleum i Laguna de los Cóndores, Revash, Diablo Wasi, La Petaca, Sarcófagos de Cerro El Tigre, Los Pinchudos, Pueblo de los Muertos/Tingorbamba, etc.  

## Keramik
Chachapoyas keramik var enkel, både när det gäller utförande och dekoration. De dekorativa elementen är praktiskt taget begränsade till trådbundna eller "hackade" motiv. Peter Lerche föreslår att dessa är av Amazonas ursprung. I vilket fall som helst skulle detta vara det enda mönstret från Amazonas eftersom chachapoyas i grunden är rotade i den andinska kulturtraditionen. Över hela chachapoyas territorium förekommer en typ av svart keramik, uppenbarligen associerad med chimúrikets keramik. Målad keramik är vanligt i norr medan den är blekare i söder. Om den inte görs lokalt måste den komma från kusten norrut, med byteshandel eller på annat sätt. Keramiska kärl från Cajamarca och till och med Chancay härrör också från chachapoyas-området. Arturo Ruiz Estrada utvecklade en klassificering av chachapoyas keramik baserad på en provsamling som han samlade i Kuélap. Den är uppdelad i bygelhandtag och brohandtag.

## Skulptur

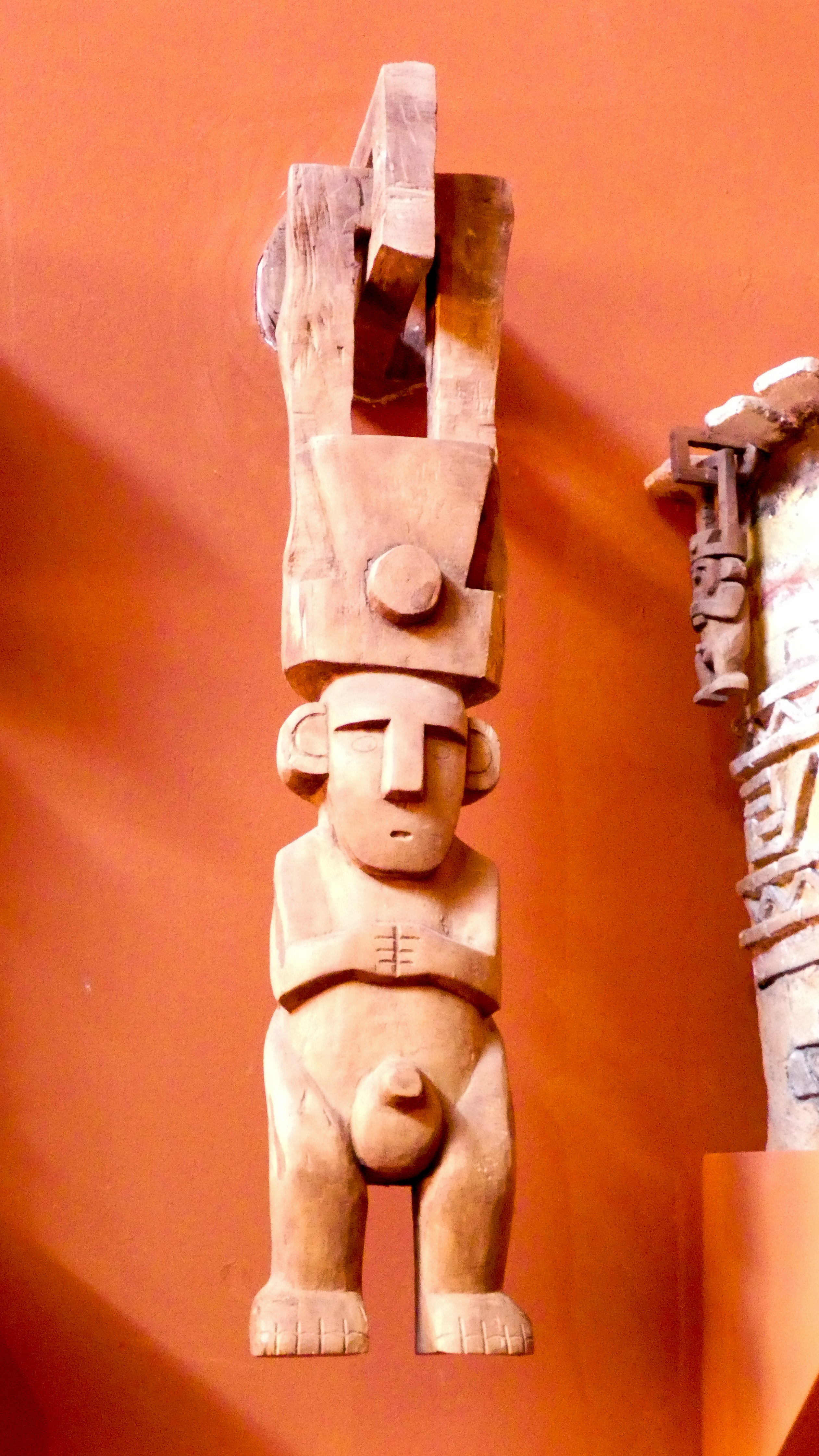
Replik av en hängande träskulptur.

Förutom de skulpturala exponenterna som utgör sarkofagerna, är trästatyer som finns i Los Pinchudos ett annat iögonfallande exempel på Chachapoyas konst. Antropomorfa, zoomorfa och geometriska figurer skulpterades också i sten.

## Troféer
I Chachapoyas var halshuggning av rivaler och användningen av deras huvuden som symbol för status vanligt, möjligen som resultat av inflytande från urfolket shuar. Denna sed upprätthölls i avlägsna områden under vicekungatiden. Man tror att skallarna som ligger på toppen av några av sarkofagerna motsvarar en rituell användning av troféhuvuden.